# Szmul Centnerszwer
Szmul Centnerszwer, Samuel Centnerszwer (ur. 8 lutego 1856 w Warszawie, zm. 24 sierpnia 1938 w Śródborowie) – polski chirurg żydowskiego pochodzenia.

## Życiorys
Studiował na Cesarskim Uniwersytecie Warszawskim; dyplom otrzymał 7 marca 1878 roku. Następnie został powołany do wojska rosyjskiego, brał wówczas udział w wojnie rosyjsko-tureckiej. Przez kolejne dwa lata specjalizował się w chirurgii w różnych szpitalach, m.in. w Wiedniu u Theodora Billrotha i Eduarda Alberta. W 1880 roku został chirurgiem w Szpitalu Starozakonnych w Warszawie, u Ludwika Chwata. Pracował w klinice Chirurgii UW u Juliana Kosińskiego. 1 sierpnia 1889 roku razem z Adolfem Grünbaumem (zm. 1907) otworzył w Warszawie przy ulicy Nowolipki 25 (potem przeniesiona na ulicę Leszno 22) lecznicę dla chorych chirurgicznych, z ambulatorium i salami na sześć łóżek, przeznaczoną dla przyjezdnych Żydów. W latach I wojny światowej udzielał pomocy chirurgicznej rannym żołnierzom w Hotelu Rzymskim. Od 1929 roku ze względu na zły stan zdrowia przebywał w Śródborowie pod Warszawą. Wspomnienie o nim napisał Zygmunt Srebrny. Jest pochowany na cmentarzu żydowskim przy ulicy Okopowej, lecz jego nagrobek nie zachował się. Część źródeł błędnie podaje, jakoby zmarł po 1939 w getcie warszawskim.
Żonaty z Różą Emilią z domu Tetz. Ich syn Józef Henryk Centnerszwer był prawnikiem.
Zajmował się chirurgią, przede wszystkim tzw. chirurgią małą; ponadto interesowały go inne działy medycyny, historia Polski, historia powszechna, sztuka. Znany z pogodnego usposobienia i skromności, był bardzo lubiany przez pacjentów.

## Prace
- Stosowanie przekrwienia zastoinowego w leczeniu ostrych spraw ropnych podług metody Bier′a i Klapp′a. Medycyna 35, 50, s. 950-955 (1907)
- Chirurgia pauperum. Gazeta Lekarska nr 1, 15, 16, 17 (1897)
- Tłum. 50 lat życia chirurga Morrisa